# En attendant Bojangles (film)
Cet article concerne un long métrage belgo-français. Pour le roman dont il est tiré, voir En attendant Bojangles.
Pour plus de détails, voir Fiche technique et Distribution.
En attendant Bojangles est un film franco-belge réalisé par Régis Roinsard, sorti en 2021 Il s'agit de l'adaptation du roman homonyme d'Olivier Bourdeaut (2016).

## Synopsis
Lors d'une réception mondaine a lieu la rencontre déjantée de Georges (Romain Duris), charlatan fabuleux, avec Camille (Virginie Efira), élégante rêveuse, fleur bleue, solaire jouissive et fantasque.
Une danse chevaleresque sublime, un homme et une femme, deux êtres en osmose, et de cet amour enflammé et magique s'ensuit un mariage soudain et un enfant : Gary. Chez eux il n'y a de la place que pour le plaisir, la fantaisie et les amis. Une fête permanente. Les trois vivent dans une forme de vie un peu folle, où les parents reçoivent amis, entre plaisir et fantaisie, et aiment danser sur leur chanson préférée Mr. Bojangles de Nina Simone.
Avec le temps, les idées noires que Camille cache depuis toujours refont surface. Georges et Gary tentent d'accompagner Camille dans sa folie, mais la blessure est profonde.

## Fiche technique
Sauf indication contraire, les informations mentionnées dans cette section peuvent être confirmées par les bases de données cinématographiques Allociné et Unifrance,  présentes dans la section « Liens externes ».
- Titre original : En attendant Bojangles
- Réalisation : Régis Roinsard
- Scénario : Romain Compingt, d'après le roman homonyme d'Olivier Bourdeaut (2016)
  - Adaptation : Régis Roinsard , Romain Compingt
- Musique : Clare Manchon, Olivier Manchon
- Décors : Sylvie Olivé
- Costumes : Emmanuelle Youchnovski
- Photographie : Guillaume Schiffman
- Son : Pierre Mertens
- Montage : Loïc Lallemand
- Production : Olivier Delbosc et Jean-Pierre Guérin
- Coproduction : Bastien Sirodot et Cédric Iland
- Sociétés de production : Curiosa Films et JPG Films ; France 2 Cinéma, Orange Studio, Studiocanal et UMedia (coproductions)
  - SOFICA : Cinéaxe 2019
- Société de distribution : Studiocanal
- Pays de production :  France /  Belgique
- Langue originale : français
- Format : couleur - 2,35:1
- Genre : drame romantique
- Durée : 124 minutes[1]
- Date de sortie :
  - France : 13 octobre 2021 (avant-première au Festival international du film de La Roche-sur-Yon)[1] ; 5 janvier 2022 (sortie nationale)

## Distribution
- Romain Duris : Georges
- Virginie Efira : Camille
- Grégory Gadebois : Charles (alias L'Ordure)
- Solàn Machado-Graner[2] : Gary
- Fabienne Chaudat : Marie-Françoise[réf. nécessaire], une épouse au cocktail mondain
- Éliza Maillot : Francine[réf. nécessaire], une épouse au cocktail mondain
- François Raffenaud : époux au cocktail mondain
- Aurélia Petit : l'institutrice
- Christian Ameri : le fleuriste
- Jean-Pierre Durand : le chef des pompiers
- Johann Dionnet : l'huissier

## Production

### Développement
En juin 2018, on apprend que le roman français En attendant Bojangles d'Olivier Bourdeaut va être adapté au grand écran sous la co-production de Curiosa Films et JPG Films et que Régis Roinsard est à la réalisation.

### Attribution des rôles
En novembre 2019, on révèle que le réalisateur sera aux côtés des acteurs Virginie Efira et Romain Duris en personnages principaux. En ce même mois, on apprend que, dans une interview avec le quotidien Paris-Normandie, l'acteur Grégory Gadebois participe au film.
En mars 2020, on dévoile la présence du jeune Solàn Machado-Graner, dans les entre-lignes médiatiques, qui interprèterait le fils du couple,.

### Tournage
Le tournage commence le 14 janvier 2020 à Paris,, en région Ile-de-France, à Mandelieu-La Napoule, Juan-les-Pins, dont l'hôtel Belles Rives, et à Nice, dans les Alpes-Maritimes,. Il s'achève le 13 mars 2020 peu avant le premier jour de confinement annoncé par le gouvernement lié à la pandémie de Covid-19.

## Accueil
En France, le film a été vu par 557 018 personnes.[Quand ?]

### Festival et sortie
Le film est sélectionné et projeté en avant-première, le 13 octobre 2021, au Festival international du film de La Roche-sur-Yon. Il sort le 5 janvier 2022 dans toute la France.

## Distinctions

### Récompenses
- Festival du film du Croisic 2021[11] :
  - Chabrol du public
  - Chabrol du jury jeunes
- Festival du film de société de Royan 2021 :
  - Prix de la mise en scène
  - Prix des lycéens
- Festival des Avant-premières de Cosne sur Loire 2021 :
  - Prix du public
  - Prix d'interprétation féminine pour Virginie Efira

### Nominations
- César 2023 : meilleurs costumes